# 동구 갑 (1992년 대구 선거구)
동구 갑은 대한민국의 옛 국회의원 선거구이다. 당시 대구광역시 동구 일부 지역을 관할했다.

## 역사
제14대 국회의원 선거를 앞두고 동구 선거구가 갑, 을로 분구되면서 신설되었다.
제16대 국회의원 선거를 앞두고 동구 갑, 을 선거구가 다시 하나로 합쳐지게 되어 동구 선거구를 이루게 됨에 따라 폐지되었다.

## 역대 국회의원
| 선거   | 정당 | 정당         | 의원   |
| ------ | ---- | ------------ | ------ |
| 1992년 |      | 민주자유당   | 김복동 |
| 1996년 |      | 자유민주연합 | 김복동 |

## 역대 선거 결과

### 대한민국 제14대 국회의원 선거
|  | 59.28% |

|  | 22.39% |

|  | 12.78% |

|  | 5.53% |

### 대한민국 제15대 국회의원 선거
|  | 37.59% |

|  | 20.80% |

|  | 11.98% |

|  | 11.97% |

|  | 7.98% |

|  | 4.72% |

|  | 2.46% |

|  | 1.92% |

|  | 0.53% |